# دارتموث، دوون
latitudeدارتموث، دوونlongitudeدارتموث، دوون
دارتموث، دوون (به انگلیسی: Dartmouth, Devon) یک شهرک در بریتانیا است که در جنوب غربی انگلستان واقع شده‌است.

## خصوصیات
دارتموث ۵٬۰۶۴ نفر جمعیت دارد.

## خواهرخوانده
شهر Courseulles-sur-Mer خواهرخواندهٔ دارتموث، دوون هست.